# Campeonato Sudamericano de Baloncesto de 1932
El Campeonato Sudamericano de Baloncesto de 1932 corresponde al segundo Campeonato Sudamericano de Baloncesto. Fue disputado en Santiago, Chile y ganado por Uruguay (2.º título).

## Posiciones finales
1. Uruguay
2. Chile
3. Argentina

## Resultados

### Ronda preliminar
Cada equipo jugó con las otras dos selecciones dos partidos, con un total de cuatro partidos jugados por cada selección. Los primeros dos equipos luego de finalizada esta ronda se enfrentaron mutuamente en la final.
| Posición | Equipo    | G | P | PF | PC | Dif |
| -------- | --------- | - | - | -- | -- | --- |
| 1        | Uruguay   | 3 | 1 | 83 | 71 | +12 |
| 2        | Chile     | 3 | 1 | 81 | 77 | +4  |
| 3        | Argentina | 0 | 4 | 81 | 97 | -16 |

| Uruguay   | 21 - 19 | Chile     |
| Chile     | 14 - 13 | Uruguay   |
| Uruguay   | 31 - 25 | Argentina |
| Argentina | 13 - 18 | Uruguay   |
| Chile     | 27 - 24 | Argentina |
| Argentina | 19 - 21 | Chile     |

Uruguay tuvo frente a Chile su primera derrota en los torneos sudamericanos disputados hasta la fecha; sin embargo logró llegar al tope de la tabla en la ronda preliminar.

### Final
| Uruguay | 42 - 10 | Chile |

| Uruguay         |
| Campeón Uruguay |
| Segundo título  |